# Растерна графика
В областта на компютърната графика растерна графика (растерно изображение, растер) е структура от данни, която в общия случай представлява правоъгълна матрица от пиксели, т.е. всеки пиксел в изображението има числова стойност, която съдържа информация за цвета в него.

## Етимология
Терминът растер означава решетка, матрица. На английски е bitmap – побитова карта, което идва да опише принципа на възпроизвеждане на този тип изображения, а именно правоъгълна решетка от паралелно сканирани линии от пиксели, получени от последователното електронно излъчване върху телевизионен екран или компютърен монитор.

## Резолюция
Размерите на матрицата определят т.нар. разделителна способност на изображението. Тя се представя чрез означението dpi (dots per inch – брой точки на един инч разстояние). Друг начин е представяне на общия брой точки, съдържащи се по хоризонтала и вертикала – например 1920x1080 и т.н. Стандартната резолюция на мониторите е 72 dpi (в наши дни нараства), а за професионален печат – 300 dpi.

## Матрица
Всеки пиксел може да съдържа само един цвят. Колкото по-големи пиксели се използват при представяне на изображението, толкова неговото качество е по-лошо (губят се контурите, изображението изглежда назъбено). Решение на проблема е използване на по-фина растерна решетка, но това предполага по-голям размер на файла.

## Растерни файлови формати
Растерните изображения се съхраняват в растерни файлови формати. Едни от най-широко разпространените са BMP (Bitmap) и PCX, при които не се извършва оптимизация. Най-употребявания в интернет формат е JPEG (Joint Photographic Experts Group), заради голямата степен на компресия, която обаче се постига с цената на загуба на информация (в 12 степени). Популярни файлови формати с компресия без загуба на качеството са TIFF (Tagged Image File Format), който съхранява прозрачност, слоеве и векторни пътеки и PNG (Portable Network Graphics), който се ползва в Интернет за илюстриране на прозрачност.

## Приложение
Растерната графика е един от принципите за изобразяване на компютърна графика (наред с векторната графика). Използва се при съхраняването в цифров вид на фотографии и сканирани изображения.